# Pentastichus
Pentastichus is een geslacht van vliesvleugeligen uit de familie Eulophidae. De wetenschappelijke naam van dit geslacht is voor het eerst geldig gepubliceerd in 1894 door Ashmead.

## Soorten
Het geslacht Pentastichus omvat de volgende soorten:
- Pentastichus ithacus (Moser, 1965)
- Pentastichus longior Howard, 1897
- Pentastichus xanthopus Ashmead, 1894